# 그레그 벌랜티
그레그 벌랜티(영어: Greg Berlanti, 1972년 5월 24일 ~ )는 미국의 프로듀서이다. 《애로우: 어둠의 기사》, 《플래시》의 제작자 중 하나이다.

## 출연 작품
- 프리 가이 (2021)
- 러브, 사이먼 (2018)
- 팬 (2015)
- 플래시 (2014)
- 타이탄의 분노 (2012)
- 폴리티컬 애니멀 (2011)
- 그린 랜턴: 반지의 선택 (2011)
- 판타스틱 패밀리 (2010)
- 커플로 살아남기 (2010)
- 일라이스톤 (2008)
- 더티 섹시 머니 (2007)
- 브라더스 앤 시스터스 (2006)
- 에버우드 (2002)
- 실연자 클럽 (2000)
- 도슨의 청춘일기 (1998)